# ジョセフ・ジェンキンス・ロバーツ
ジョセフ・ジェンキンス・ロバーツ（英: Joseph Jenkins Roberts、1809年3月15日 - 1876年2月24日）はリベリアの政治家。同国大統領を2度（初代及び7代）務めた。リベリア建国の父としてその歴史に名を刻んでいる。

## 生涯
1809年3月15日、アメリカ合衆国バージニア州のノーフォークで生まれた。彼の父はウェールズ起源の農園主であると言われている。彼の母アメリアはムラートで、農園主の妾だった。アメリアは、彼女の子供たちの全てに彼らの実の父を示唆する「Jenkins」というミドルネームを与えている。
農園主はアメリアがまだ若いうちに彼女と彼女の子供たちを解放し、アメリアはジェームズ・ロバーツと結婚した。ロバーツは彼女の子供に自分の姓を与え、また自分自身の子供のように育て上げた。ロバーツはジェームズ川でボート遊びビジネス用の船を所有しており、死ぬまでに当時のアフリカ系アメリカ人としてはかなりの資産を得ていた。なおジョセフ・ロバーツと彼の兄弟はヨーロッパ人の血を8分の7引いていると推定されており、リベリアの歴史家Abayomi Karngaは1926年に「彼は本当の黒人ではなかった。彼は8分の1だったため、白人男性として通ったかもしれない」と指摘している。
1829年、20歳の時に母が住んでいるリベリアに移住し、すぐに貿易業者として繁盛し、また政治にも関わっていった。リベリア連邦結成後の1838年に副知事に、1841年に知事となった。リベリアの政治及び経済を安定させるためロバーツと他の入植者達は現地の部族との条約や外国からの承認の獲得に明け暮れた。
1847年にリベリアは独立を宣言し、大統領選挙でロバーツは初代大統領に当選した。1849年にはイギリスを訪問し、リベリアを主権国家とする承認と保証を得た。そして1852年にはヨーロッパ外遊の間に他のヨーロッパ列強諸国からの承認も得た。
1856年に大統領を退任したが、大統領経験者としてリベリアの新しい大学のため、そして長引く財政危機に取り組んだ。1872年から1876年まで再び大統領に就任した。1876年2月24日に彼はリベリアの首都であるモンロビアで死去した。

## 大統領職（初代）

### 外交関係
ロバーツは大統領就任の最初の1年間を米国からの承認を得ようと努めたが、主に南部の議員や近隣の植民地を持つ欧州諸国からの承認に反対した。1848年、ビクトリア女王や他の国家元首と会うためにヨーロッパを旅行した。リベリアを独立国として承認した最初の国はイギリスであり、1848年か1852年にフランスがそれに続いた（記録は異なる）。
続く国家承認として、ポルトガル王国、ブラジル帝国、サルデーニャ王国、オーストリア帝国、ノルウェー、スウェーデン、デンマーク、ハイチがリベリアを独立国家として承認した。

### 経済
教育水準向上に向けた動きとして、リベリア大学の創設に貢献した。彼の政権時代、農業、造船、貿易が栄えた。